# Walter Warner
Walter Warner (* um 1557 in Leicestershire; † 1643) war ein britischer Mathematiker, Alchemist und Naturwissenschaftler.

## Leben
Warner studierte an der Universität Oxford (Merton College) mit dem Bachelor-Abschluss (M.A.) 1578. Daraus ergibt sich sein ungefähres Alter (vier Jahre Studium und Beginn des Studiums etwa mit 17 Jahren). Möglicherweise gehörte er Anfang der 1580er Jahre zum Kreis um Richard Hakluyt in Oxford. Er gehörte spätestens seit 1590 zum Kreis um Henry Percy, dem Grafen von Northumberland, den er auch wissenschaftlich beriet, als dieser im Tower eingesperrt war. Mit Robert Hues (der im selben Jahr wie er in Oxford sein Studium abschloss) und Thomas Harriot gehörte er zu den drei Magi, die ihn im Tower trafen. Der Graf war als Wizard Earl bekannt und Warner führte mit ihm alchemistische Experimente durch. Außerdem war er dessen Sekretär und Bibliothekar. Er blieb bis 1617 in den Diensten von Percy und erhielt danach bis 1631 eine Pension von ihm. Außerdem bewegte er sich im Kreis um Walter Raleigh, der auch ein Freund von Percy war, und war möglicherweise Mitglied in dessen später School of Night genannten Kreis. Eventuell war er auch mit William Cavendish, 1. Duke of Newcastle, und dessen Welbeck Academy verbunden, zu der auch sein Bruder Charles Cavendish und Thomas Hobbes gehörten.
Nach Henry Percy wurde er von dessen Sohn Algernon Percy patroniert und später von Thomas Aylesbury.
Er berechnete mit John Pell in den 1630er Jahren eine Tafel von Potenzen (Antilogarithmen), die nicht erhalten sind, gab die Artis Analyticae Praxis von Thomas Harriot 1631 heraus (Harriot beauftragte Nathaniel Torporley, der dabei Hues und Warner zu Rate ziehen sollte, letztlich fiel aber Warner die Arbeit zu) und befasste sich mit Optik, die er unter anderem mit Thomas Hobbes diskutierte. Zu Lebzeiten publizierte er nichts, seine Arbeiten fanden aber zum Beispiel Eingang in die Diskussion der Optik in Cogitata physico-mathematica von Marin Mersenne (1644). John Aubrey schrieb in seiner Biographie (dessen Informationsquelle war wiederum Pell, der Warner bewunderte), dass Warner William Harvey bei der Entdeckung des Blutkreislaufs zuvorkam, und Harvey darüber hinaus von Warners Arbeiten wusste und sie sogar unter eigenem Namen veröffentlichte (1628).
Sein Nachlass verrät vielfältige Interessen, z. B. in Nautik, und zeigt ihn als Anhänger des Atomismus. Nach Prins (Dissertation 1992) ist ein Einfluss auf die materialistische Philosophie von Hobbes unwahrscheinlich, dazu sind seine diesbezüglichen Ausführungen im Nachlass zu wenig durchdacht. Er war von Giordano Bruno beeinflusst, aber auch von vielen anderen philosophischen Strömungen, er zeigte dagegen kein Interesse an Okkultismus und Mystizismus.